# Pierluigi Benedettini
Pierluigi Benedettini (* 18. August 1961 in Murata) ist ein ehemaliger san-marinesischer Fußballspieler.
Benedettini spielte unter anderen beim San Marino Calcio und SS Juvenes Serravalle. Für die Nationalmannschaft San Marinos absolvierte er 29 Länderspiele zwischen 1986 und 1995.